# Nupserha testaceipes
Nupserha testaceipes är en skalbaggsart som beskrevs av Maurice Pic 1926. Nupserha testaceipes ingår i släktet Nupserha och familjen långhorningar. Inga underarter finns listade i Catalogue of Life.